# 7.1
 (juin 2025).
Si vous disposez d'ouvrages ou d'articles de référence ou si vous connaissez des sites web de qualité traitant du thème abordé ici, merci de compléter l'article en donnant les références utiles à sa vérifiabilité et en les liant à la section « Notes et références ».
Le format audio 7.1 désigne plusieurs systèmes sonores à huit canaux de reproduction (7+1). Toy Story 3 est le 1er film diffusé en 7.1.

## Les systèmes

### SDDS

Le format SDDS (5/2.1)avec 5 voies frontales (derrière l'écran), 2 voies surround et un subwoofer.

#### Caractéristiques
| Canal                         | Abréviation              |
| ----------------------------- | ------------------------ |
| Canal Gauche                  | (L pour left)            |
| Canal Centre-Gauche           | (LC pour Left Center)    |
| Canal Centre                  | (C pour center)          |
| Canal Centre-Droit            | (RC pour Right Center)   |
| Canal Droit                   | (R pour Right)           |
| Canal Surround arrière gauche | (Ls pour Left surround)  |
| Canal Surround arrière droit  | (Rs pour Right surround) |
| Canal Low Frenquency Effects  | (LFE)                    |

### Dolby Surround 7.1

Format 7.1 pour le cinéma.
Le carré au centre représente le subwoofer.

D’abord destiné aux systèmes de reproduction domestiques (home cinema, jeux vidéo) sous la dénomination Dolby Pro Logic IIx, c’est un système hybride et polyvalent.
Un nouveau format multicanal est présenté en 2010 pour le cinéma (principalement pour le cinéma numérique et le cinéma 3D) sous la dénomination : Dolby Surround 7.1.

#### Caractéristiques
| Canal                         | Abréviation                                                |
| ----------------------------- | ---------------------------------------------------------- |
| Canal Gauche                  | (L pour left)                                              |
| Canal Centre                  | (C pour center)                                            |
| Canal Droit                   | (R pour right)                                             |
| Canal Surround latéral gauche | (Ls pour Left surround)                                    |
| Canal Surround latéral droit  | (Rs pour Right surround)                                   |
| Canal Low Frequency Effects   | LFE (canal reconstitué)                                    |
| Canal Surround arrière gauche | (Bsl pour Back surround left)                              |
| Canal Surround arrière droit  | (Bsr pour Back surround right)                             |
| Canal pour les malentendants  | (HI pour Hearing Impaired)                                 |
| Canal pour les commentaires   | (VI-N pour Visualy Impaired-Narrative (audio description)) |

À noter que ce format utilise 10 canaux, dont deux supplémentaires (HI et VI-N) destinés à différentes utilisations